# Deuxième circonscription de Saint-Quentin (1875-1885)
Pour les articles homonymes, voir Deuxième circonscription de Saint-Quentin.
La deuxième circonscription de Saint-Quentin est une ancienne circonscription législative de l'Aisne sous la Troisième République de 1875 à 1885.

## Description géographique et démographique
La 2e circonscription de Saint-Quentin regroupe l'ensemble de l'arrondissement sauf le chef-lieu de l'arrondissement, Moÿ et Ribemont. Elle était l'une des 8 circonscriptions législatives du département de l'Aisne.
Elle regroupait les divisions administratives suivantes : le canton de Bohain, le canton du Catelet, le canton de Saint-Simon et le Vermand.
La 16 juin 1885 supprime la circonscription avec la disparition du scrutin uninominal à deux tours par arrondissement pour l'introduction du scrutin de liste à deux tours dans le cadre du département.
Après l'introduction de ce nouveau système pour les élections législatives de 1885, celui-ci disparaît pour élections suivantes de 1889 avec le rétablissement du scrutin uninominal à deux tours. La circonscription est recrée dans les mêmes limites par la loi du 13 février 1889.

## Historique des députations
| Législature      | Début           | Fin             | Député             | Parti / Idéologie | Parti / Idéologie   | Observation                                                               |
| ---------------- | --------------- | --------------- | ------------------ | ----------------- | ------------------- | ------------------------------------------------------------------------- |
| Ire législature  | 8 mars 1876     | 25 juin 1877    | François Malézieux |                   | Gauche Républicaine | Conseiller général de Vermand (1871-1904)                                 |
| IIe législature  | 7 novembre 1877 | 27 octobre 1881 | François Malézieux |                   | Gauche Républicaine | Conseiller général de Vermand (1871-1904)                                 |
| IIIe législature | 28 octobre 1881 | 25 janvier 1885 | François Malézieux |                   | Gauche Républicaine | Conseiller général de Vermand (1871-1904) Élu sénateur le 25 janvier 1885 |
| IIIe législature | 25 janvier 1885 | 9 novembre 1885 | Vacant             | Vacant            | Vacant              | Siège non pourvu jusqu'à la fin de la législature                         |

## Historique des résultats

### Élections de 1876
Les élections législatives françaises de 1876 ont eu lieu le 20 février et le 5 mars 1876.
|                | François Malézieux | Gauche républicaine | 12 252 | 100,00 |  |  |
|                |                    |                     |        |        |  |  |
| Inscrits       | Inscrits           | Inscrits            | 18 634 | 100,00 |  |  |
| Abstentions    | Abstentions        | Abstentions         | 5 372  | 28,83  |  |  |
| Votants        | Votants            | Votants             | 13 262 | 71,17  |  |  |
| Blancs et nuls | Blancs et nuls     | Blancs et nuls      | 1 010  | 7,62   |  |  |
| Exprimés       | Exprimés           | Exprimés            | 12 252 | 92,38  |  |  |

### Élections de 1877
Les élections législatives françaises de 1877 ont eu lieu le 14 et 28 octobre 1877.
|                  | François Malézieux* | Gauche républicaine | 11 275 | 72,47  |  |  |
|                  | M. Mauduit de Fay   | Conservateur        | 4 284  | 27,53  |  |  |
|                  |                     |                     |        |        |  |  |
| Inscrits         | Inscrits            | Inscrits            | 18 664 | 100,00 |  |  |
| Abstentions      | Abstentions         | Abstentions         | 2 967  | 15,90  |  |  |
| Votants          | Votants             | Votants             | 15 697 | 84,10  |  |  |
| Blancs et nuls   | Blancs et nuls      | Blancs et nuls      | 138    | 0,88   |  |  |
| Exprimés         | Exprimés            | Exprimés            | 15 559 | 99,12  |  |  |
| * député sortant |                     |                     |        |        |  |  |

### Élections de 1881
Les élections législatives françaises de 1881 ont eu lieu les 21 août et 4 septembre 1881.
|                  | François Malézieux* | Gauche républicaine | 11 667 | 100,00 |  |  |
|                  |                     |                     |        |        |  |  |
| Inscrits         | Inscrits            | Inscrits            | 19 054 | 100,00 |  |  |
| Abstentions      | Abstentions         | Abstentions         | 6 122  | 32,13  |  |  |
| Votants          | Votants             | Votants             | 12 932 | 67,87  |  |  |
| Blancs et nuls   | Blancs et nuls      | Blancs et nuls      | 1 265  | 9,78   |  |  |
| Exprimés         | Exprimés            | Exprimés            | 11 667 | 90,22  |  |  |
| * député sortant |                     |                     |        |        |  |  |